# Сароникос
Сароникос (грч. Σαρωνικός) општина је у Грчкој. По подацима из 2011. године број становника у општини је био 29.002.

## Становништво
| 2011.  |
| ------ |
| 29.002 |